# القمة العربية الاستثنائية (2019)
القمة العربية الاستثنائية 2019 أو القمة العربية الاستثنائية الرابعة عشرة، هي قمة عقدت في مساء يوم الخميس 30 مايو 2019 في مدينة مكة المكرمة بالمملكة العربية السعودية، برئاسة الملك سلمان بن عبد العزيز آل سعود ملك المملكة العربية السعودية وعقدت القمة لبحث التدخل الإيراني في المنطقة، إثر الهجوم الذي استهدف سفنًا تجارية في المياه الإقليمية لدولة الإمارات العربية المتحدة، وهجوم الحوثييين على محطتي ضخ نفطيتين بالسعودية.

## المشاركون
المملكة العربية السعودية - الملك سلمان بن عبدالعزيز آل سعود ملك المملكة العربية السعودية (رئيس الإجتماع)   
 دولة الكويت - الشيخ صباح الأحمد الجابر الصباح أمير دولة الكويت
مملكة البحرين - الملك حمد بن عيسى آل خليفة ملك مملكة البحرين
 الجمهورية التونسية - الرئيس الباجي قائد السبسي رئيس الجمهورية التونسية
 المملكة الأردنية الهاشمية - الملك عبدالله الثاني بن الحسين ملك المملكة الأردنية الهاشمية
 جمهورية مصر العربية - الرئيس عبدالفتاح السيسي رئيس جمهورية مصر العربية
 دولة الإمارات العربية المتحدة - الشيخ محمد بن زايد آل نهيان ولي عهد أبوظبي نائب القائد الأعلى للقوات المسلحة
  دولة فلسطين - الرئيس محمود عباس رئيس دولة فلسطين
 جمهورية العراق - الرئيس برهم صالح رئيس جمهورية العراق
   جمهورية جيبوتي - إسماعيل عمر جيلي رئيس جمهورية جيبوتي
 الجمهورية الإسلامية الموريتانية الرئيس محمد ولد عبد العزيز رئيس الجمهورية الإسلامية الموريتانية
 جمهورية السودان - الرئيس عبدالفتاح البرهان رئيس المجلس العسكري الإنتقالي
  جمهورية القمر المتحدة - 
 جمهورية اليمن - الرئيس عبد ربه منصور هادي رئيس جمهورية اليمن
 جمهورية الصومال - الرئيس محمد عبد الله محمد رئيس جمهورية الصومال
 المملكة المغربية - الأمير رشيد بن الحسن
 دولة ليبيا - 
 دولة قطر - الشيخ عبدالله بن ناصر آل ثاني رئيس مجلس الوزراء وزير الداخلية
  الجمهورية اللبنانية سعد الحريري رئيس مجلس الوزراء
 سلطنة عمان - السيد شهاب بن طارق آل سعيد مستشار السلطان 
  الجمهورية الجزائرية
  الأمانة العامة لجامعة الدول العربية - أحمد أبو الغيط أمين عام جامعة الدول العربية

## أبرز النتائج
أكدت الدول العربية تضامنها وتكاتفها أمام التدخلات الإيرانية، وشددت على تمسكها بقرارات القمة السابقة المتعلقة بالقضية الفلسطينية. وأدانت تدخلات إيران في شؤون البحرين، وتأثيرها على وحدة سوريا، واحتلالها للجزر الإماراتية، ودعمها الجماعات الإرهابية.